# Gennaro Granito Pignatelli di Belmonte
Gennaro Granito Pignatelli di Belmonte (ur. 10 kwietnia 1851 w Neapolu, zm. 16 lutego 1948 w Watykanie) − włoski kardynał.

## Zarys biografii
Pochodził z Neapolu. W 1879 przyjął święcenia kapłańskie. Od 1893 pracował w dyplomacji papieskiej. Tytularny arcybiskup Edessy 1899-1911. Nuncjusz apostolski w Belgii 1899-1904 i w Austro-Węgrzech od stycznia 1904 do stycznia 1911. W 1911  cesarz Franciszek Józef I przyznał mu Krzyż Wielki Orderu Świętego Stefana. Specjalny wysłannik papieski na pogrzeb królowej brytyjskiej Wiktorii w 1901 i na koronację króla Wielkiej Brytanii Jerzego V w czerwcu 1911. W listopadzie 1911 został kardynałem prezbiterem Santa Maria degli Angeli. Uczestniczył w konklawe 1914. Promowany do diecezji suburbikarnej Albano w 1915. Kamerling Św. Kolegium Kardynałów 1916-1919. Legat papieski we Francji dla uczczenia kanonizacji Joanny d'Arc w 1921. Uczestniczył w konklawe 1922. Legat papieski na kongresie eucharystycznym w Palermo w 1924. Dziekan Św. Kolegium Kardynałów, biskup Ostii (zachowując diecezję Albano) i prefekt Św. Kongregacji ds. Ceremonii od 1930. Wielki przeor zakonu joannitów w Rzymie od 1937. Przewodniczył konklawe 1939.
Zmarł w wieku niespełna 97 lat jako ostatni kardynał z nominacji św. Piusa X i najstarszy żyjący hierarcha katolicki (od śmierci w marcu 1942 francuskiego biskupa Paula-Augustina Le Coeur).